# Gallirallus australis
Il weka (Gallirallus australis Sparrman, 1786) è un uccello della famiglia dei Rallidi originario della Nuova Zelanda.

## Tassonomia
Il nome «weka» è di origine māori. Anders Erikson Sparrman, il primo studioso a descrivere la specie nel 1786, la battezzò Rallus australis. Sparrman pubblicò le sue osservazioni in Museum Carlsonianum, un'opera in quattro fascicoli dove erano descritte le specie che aveva osservato viaggiando in compagnia del Capitano James Cook tra il 1772 e il 1775. Il nome specifico australis significa «meridionale» in latino. Successivamente, nel 1830, Johann Georg Wagler classificò il weka, assieme ad altri suoi simili, nel genere Ocydromus. Solo in seguito è stato posto nel genere Gallirallus.
Attualmente ne vengono riconosciute quattro sottospecie:
- G. a. greyi (Buller, 1888) (Isola del Nord);
- G. a. australis (Sparrman, 1786) (regioni settentrionali e occidentali dell'Isola del Sud);
- G. a. hectori (F. W. Hutton, 1874) (regioni orientali dell'Isola del Sud e isole Chatham);
- G. a. scotti (Ogilvie-Grant, 1905) (isole di Stewart, Solander e Codfish).

## Descrizione
Il weka è un Rallide di grosse dimensioni. È ricoperto prevalentemente da un piumaggio marrone, screziato di bianco e nero; la tonalità di marrone varia da chiara a scura a seconda della sottospecie. I maschi sono più grandi delle femmine: misurano 50–60 cm di lunghezza e pesano 530-1600 g. Le femmine, invece, misurano 46–50 cm e pesano 350-1035 g. L'apertura alare è notevolmente ridotta e non supera i 50–60 cm. Il becco relativamente grande, di colore marrone-rossastro, misura circa 5 cm; tozzo e appuntito, viene usato sia come arma di difesa che di offesa. La coda, appuntita, viene tenuta quasi costantemente eretta; negli altri Rallidi questa caratteristica è un segnale di agitazione. I weka hanno zampe robuste e ali atrofizzate.

## Distribuzione e habitat

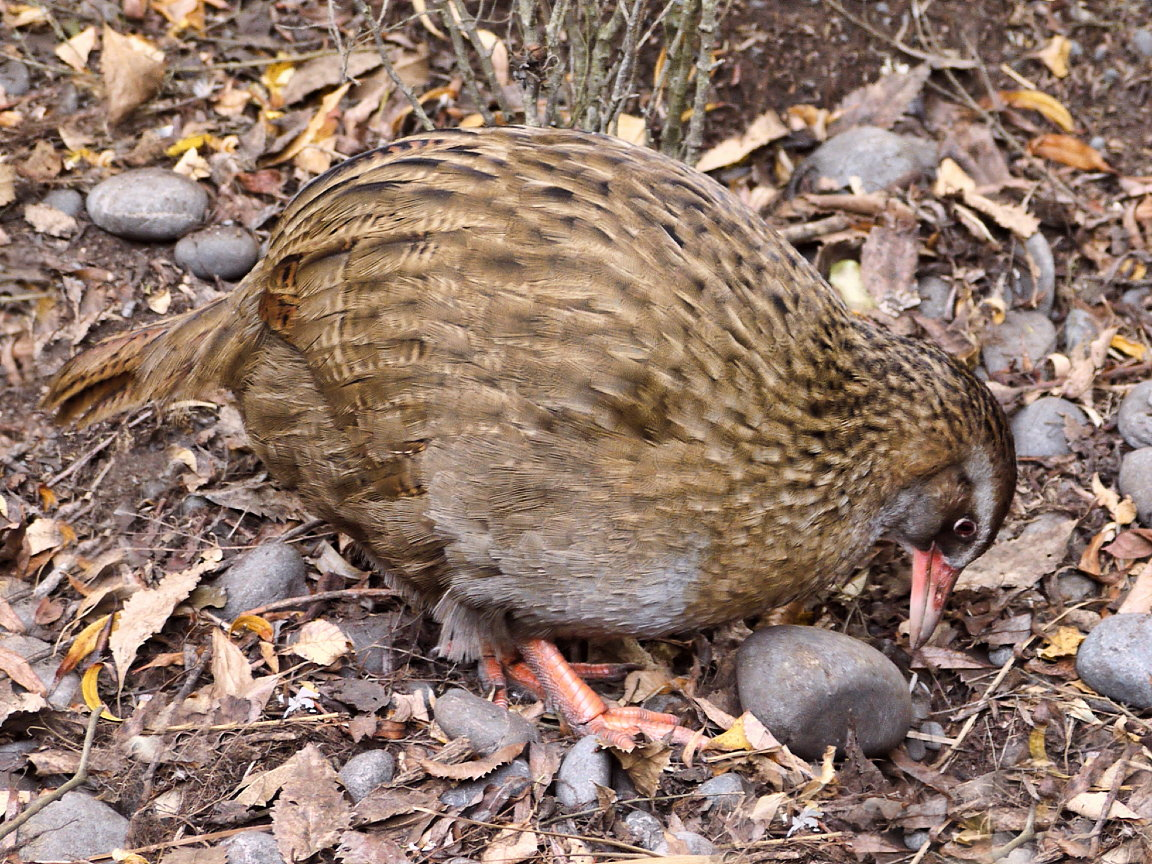
Un weka camoscio nella Riserva Naturale di Willowbank (Christchurch).

In passato il weka color camoscio (G. a. hectori) viveva nelle regioni orientali dell'Isola del Sud, ma attualmente è confinato sulle isole di Chatham e di Pitt, dove venne introdotto agli inizi del XX secolo e dove viene ancora largamente cacciato e mangiato, essendo considerato «specie introdotta». Il suo reinserimento nella regione di Canterbury si è risolta con un insuccesso, ma maggior fortuna ha avuto l'introduzione nel 2003 sull'isola di Stevensons (nel lago Wanaka), e da qui alle isole di Pigeon e Pig (nel lago Wakatipu) nel 2005-06. Presenta una colorazione generale più chiara rispetto alle altre sottospecie. Le popolazioni originarie del weka dell'Isola del Nord (G. a. greyi) sono stanziate nel Northland e nella baia della Povertà, ma sono state introdotte anche in altri luoghi. Questa sottospecie si differenzia per avere le regioni inferiori dai toni più grigi e le zampe marroni invece che rossastre.

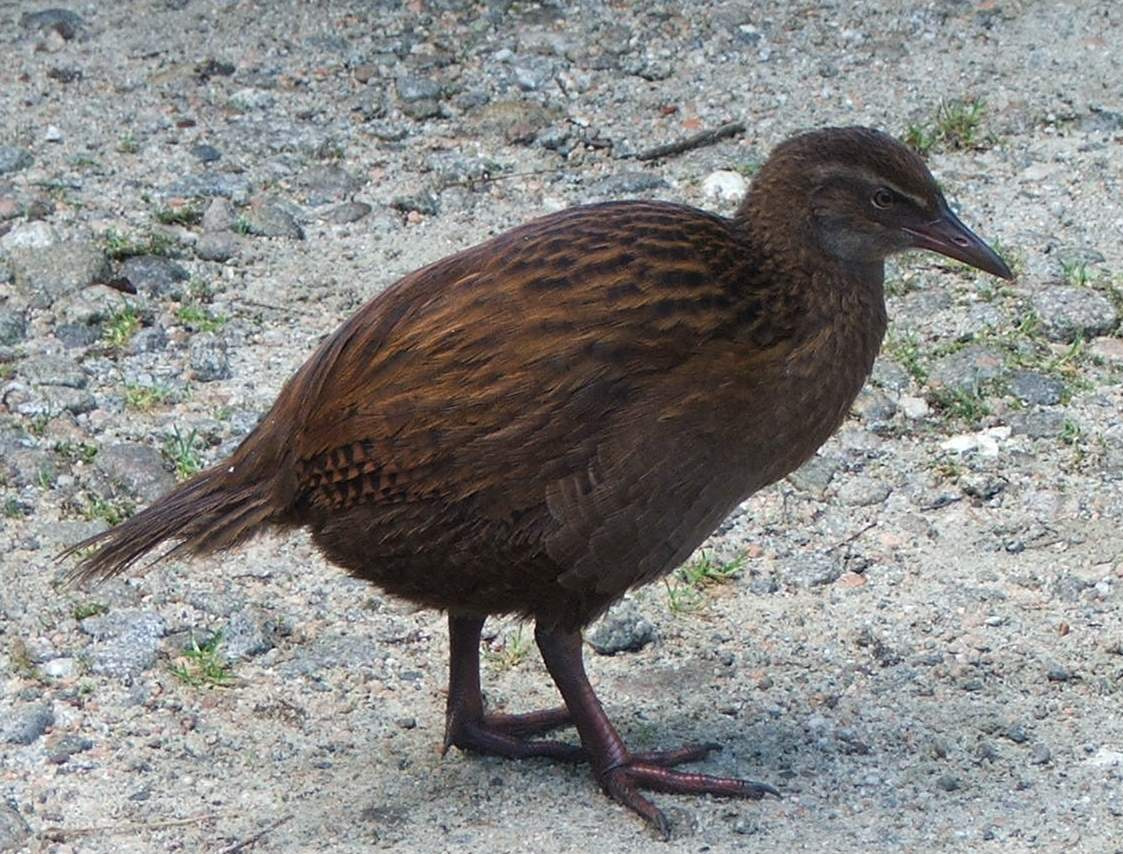
Un weka occidentale sulla West Coast, nei pressi di Karamea.

Il weka occidentale (G. a. australis) è diffuso prevalentemente nelle regioni settentrionali e occidentali dell'Isola del Sud, dalla città di Nelson al Fiordland. Caratterizzato da una serie di striature rosso-marroni e nere sul petto, presenta due distinte fasi cromatiche: di esse, quella stanziata più a sud presenta un gradazione maggiore di nero. Il weka di Stewart (G. a. scotti) è più piccolo delle altre sottospecie e, come il weka occidentale, presenta due fasi cromatiche: una castana - simile alla fase castana del weka occidentale - e una nera, sebbene non così scura come nei weka occidentali neri. È confinato sull'isola di Stewart (Rakiura) e sulle isolette vicine, nonché su Kapiti, dove è stato introdotto.

## Biologia

### Alimentazione
Il weka abita le foreste, i prati sub-alpini, le dune sabbiose, le coste rocciose e una serie di ambienti semi-urbani modificati dall'impatto antropico. È onnivoro e la sua dieta è costituita per il 30% da sostanze animali e per il 70% da sostanze vegetali. Tra le sostanze animali vi sono lombrichi, larve, Coleotteri, weta, formiche, bruchi, limacce, chiocciole, uova d'insetto, onischi, rane, ragni, ratti, topi e piccoli uccelli. Tra quelle vegetali foglie, erba, bacche e semi. Nelle boscaglie in cui vivono i weka giocano un ruolo molto importante nella dispersione dei semi, dal momento che sono in grado di diffondere anche i semi che risultano troppo grandi per gli uccelli frugivori più piccoli. Nelle zone dove sono più numerosi, la loro curiosità li spinge ad aggirarsi attorno alle case e ai campi coltivati in cerca di rifiuti, o di qualsiasi altra cosa strana e facilmente trasportabile.

### Riproduzione

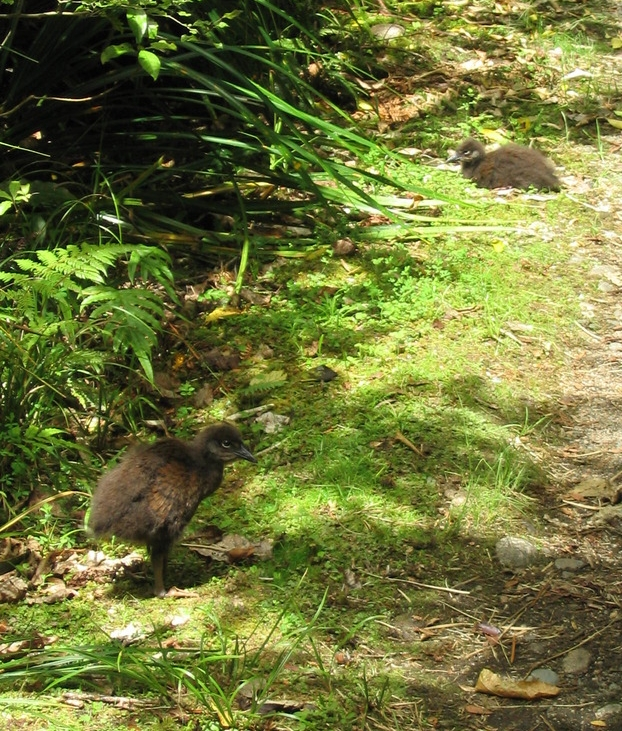
Piccoli di weka.

La stagione degli amori varia da una zona all'altra dell'areale, ma quando la disponibilità di cibo è maggiore, il weka, nel corso di un unico anno, può allevare fino a quattro nidiate. Il nido, costruito sul terreno sotto una fitta copertura vegetale, è costituito da una struttura a scodella fatta di erba (o materiali simili) che può contenere fino a quattro uova. La femmina, in media, ne depone tre, rosate o di colore crema, picchiettate da macchioline marroni o malva. Entrambi i genitori si occupano della cova. Esse si schiudono dopo circa un mese, e i piccoli vengono nutriti dai genitori fino a quando non sono pienamente sviluppati, a sei-dieci settimane di età.
Il weka può vivere 15 anni.

## Conservazione
Il weka viene classificato tra le specie vulnerabili. Il Progetto di Recupero del Weka, approvato nel 1999 dal Dipartimento della Conservazione della Nuova Zelanda, ha permesso di aumentare le misure di conservazione, di valutare meglio lo stato delle popolazioni meno conosciute, di mantenere vitali le popolazioni più numerose e, infine, di reintrodurre questa specie nelle aree da cui era scomparsa.
La gestione del weka, comunque, è abbastanza complicata: alcune sottospecie sono in pericolo di estinzione, ma costituiscono un pericolo per altre specie minacciate delle isole al largo della costa, soprattutto su quelle nelle quali il weka non aveva mai vissuto. Il weka è una specie molto adattabile ed è stato in grado di fronteggiare l'avanzata umana sia nell'Isola del Nord che in quella del Sud. Tuttavia, per sopravvivere ha bisogno di condizioni ottimali e di una grande disponibilità di cibo. In alcuni siti coppie di questi animali sono riusciti ad allevare con successo fino a 14 nidiacei nel corso di un'unica annata. Popolazioni di questo animale sono presenti anche in ambienti molto modificati dall'uomo, ma la specie è scomparsa ugualmente da vaste zone del suo areale storico, il che vuol dire che è sì una specie in grado di adattarsi a una vasta serie di cambiamenti, ma è anche particolarmente vulnerabile a determinate minacce.

### Minacce
Gli studiosi del Dipartimento della Conservazione hanno identificato otto principali fattori di rischio per il weka. La predazione da parte di furetti, gatti e cani costituisce una minaccia per i weka adulti; gli ermellini e i furetti sono un pericolo per i nidiacei, e gli ermellini e i ratti per le uova. Inoltre il weka deve competere con le specie introdotte per la frutta e gli invertebrati di cui si nutre, e ha sofferto molto a causa dell'impatto esercitato dagli ungulati brucatori sulle foreste in cui vive. Le modifiche e il degrado di foreste e zone umide causano l'impoverimento dell'habitat. Malattie e parassiti sono stati indicati come i responsabili del declino di alcune popolazioni, sebbene si sappia ancora poco su di essi. La siccità ha provocato la scomparsa del weka da alcune aree. In alcune regioni, i veicoli a motore causano un gran numero di vittime. I weka sono anche vittime accidentali delle operazioni di controllo degli animali nocivi, dal momento che la loro abitudine di andare in cerca di cibo sul terreno li rende vulnerabili alle esche avvelenate e alle trappole. Le popolazioni più isolate, inoltre, possono correre il rischio della perdita di diversità genetica.

## Folklore
I weka hanno da sempre giocato un ruolo importante nel folklore di alcuni gruppi (iwi) maori, che ne ammirano la curiosità, l'esuberanza e la sfrontatezza, tutte caratteristiche che fanno di essi una preda relativamente facile da catturare. In passato, per i Maori, i weka costituivano una fonte di cibo, di profumo, di olio per medicare le infiammazioni e di piume per confezionare abiti; inoltre, venivano impiegati come esche per catturare i cani. Anche i primi esploratori e colonizzatori europei davano frequentemente la caccia ai weka, che chiamavano Bush Hens («galline di boscaglia»), a scopo alimentare.
Nel folklore neozelandese sono numerosi i racconti che parlano di weka che rubano oggetti luccicanti e sacchi di zucchero.